# Programare structurată
Programarea structurată este o paradigmă a programării informatice apărută după anul 1970 datorită complicării crescânde a programelor de calculatoare. A apărut ca un model nou de programare, în scopul de a crea noi tehnici de programare apte de a produce programe care să fie sigure în funcționare, pe o durată mai lungă.

## Principii

### 1. Modularizarea
O problemă complexă se descompune în subprobleme până se obțin probleme foarte simple și relativ independente.

### 2. Structurarea datelor și a prelucrărilor

#### a. Structurarea datelor
Datele se grupează în colecții organizate după reguli potrivite, astfel rezultând structuri de date. În funcție de tipul de organizare, structura de date poate fi implicită, explicită, dinamică sau recursivă.

#### b. Structurarea prelucrărilor datelor
O prelucrare poate fi organizată conform a cel puțin trei structuri fundamentale: structura liniară (secvențială), structura alternativă și structura repetitivă. În mod practic, la programarea tuturor aplicațiilor se folosesc toate aceste structuri, combinate între ele.
O structură secvențială este acea organizare a unei prelucrări în care parcurgerea și executarea instrucțiunilor se face în ordinea specificării lor.
O structură alternativă este organizarea unei prelucrări în așa fel încât selectarea instrucțiunii ce urmează a fi executată se face în funcție de valoarea unei expresii. De exemplu dacă valoarea expresiei alese este 0 (fals) atunci se execută instrucțiunea sau grupul de instructiuni 1, iar dacă valoarea expresiei respective este 1 (adevărat) se execută instrucțiunea (grupul) 2.
Structura repetitivă a unei prelucrări conduce la repetarea executării unei instrucțiuni, sub controlul valorii unei expresii date. Cât timp expresia de referință păstrează o anumită valoare, se execută repetat o anumită instrucțiune sau grup de instrucțiuni. Imediat ce expresia își schimbă valoarea, executarea repetată a instrucțiunii se încheie, și se trece la o altă instrucțiune.